# Generation X (Film)
Generation X ist eine 1996 veröffentlichte Comicverfilmung von Jack Sholder der Fox Broadcasting Company, die die gleichnamige Marvel-Comicserie zum Thema hat. Gedreht wurde der Film hauptsächlich in Vancouver in Kanada.
Der Film macht die bekannten Marvel-Helden Sean Cassidy alias Banshee und Emma Frost alias White Queen zu Leitern und Lehrern der Xavier Schule für hochbegabte Jugendliche (Xavier’s School for Gifted Youngsters), in der junge Mutanten lernen, ihrer Kräfte nutzbringend einzusetzen. Die Schüler sind bekannte Marvelfiguren wie M, Skin, Mondo und Jubilee, aber auch Buff und Refrax als neue Charaktere (die Mutanten Chamber und Husk wurden aus dem Film heraus geschrieben, weil das Filmbudget die Visualisierung ihrer Superkräfte nicht zuließ).
Die Jugendlichen, die zunächst nicht sehr gut zusammenarbeiten, stoßen auf einen alten Widersacher der White Queen, den verrückten Wissenschaftler Russel Tresh. Dieser entwickelte eine Maschine, die die Entwicklung psychischer Kräfte erlaubt.
Gedacht war der Film als Pilotfilm einer geplanten Fernsehserie, die aber nie produziert wurde. Das extrem niedrige Budget des Films wurde von Fans belächelt und die Entwicklung der Serie wurde eingestellt.

## Handlung
Emma arbeitet an der “Traummaschine”, die den Geist manipulieren und im X-Faktor telepathische Kräfte erzeugen kann. So ist es möglich in die so genannte „Traum-Zone“ (Dream Realm) überzutreten. Auch der Wissenschaftler Russell Tresh ist an dieser Technik interessiert und würde gerne den X-Faktor aus dem Gehirn eines jungen Mutanten extrahieren. Emma deckt sein Treiben auf und sorgt dafür, dass er entlassen wird.
Fünf Jahre später haben Emma und Sean Cassidy die Xavier Schule gegründet, um dort jungen Mutanten den Umgang mit ihren Kräften beizubringen.
Auch die junge Jubilee wird zu einer ihrer Schülerinnen, als ihr in einer Spielhalle etwas Unglaubliches passiert: Blitze schießen aus ihren Fingern. Sofort wird sie von der Polizei verhaftet. Da sie eine unregistrierte Mutantin ist, soll sie in ein Internierungslager gebracht werden. Im Gefängnis bekommt sie Besuch von Emma und Sean, die sie in die Xavier Schule bringen, wo sie lernen soll, ihre Kräfte zu kontrollieren.
Dort trifft sie auf die fünf anderen Schüler, Skin, Monet (M), Mondo, Buff und Refrax. Mit den meisten von ihnen versteht sie sich allerdings erst nicht sehr gut, denn besonders Monet, Refrax und Mondo erscheinen anmaßend und eingebildet. Neben den harten Trainingseinheiten haben die sechs allerdings auch „normale“ Teenager-Probleme. Buff z. B. fürchtet sich vor ihren Kräften und besonders davor, was diese aus ihrem Körper machen, sodass sie sich immer hinter weiten Pullovern versteckt und nicht weiß, wie sie mit den Annäherungsversuchen von Refrax umgehen soll.
Während eines Ausflugs in die Stadt verliebt sich Skin in Kalya, eins der Stadtmädchen, was fast zur Eskalation führt, als es zu einer Auseinandersetzung zwischen den Stadtjugendlichen und den Mutanten kommt. Dabei lernen die Schüler aber auch das Zusammenarbeiten.
Skin entdeckt im Anwesen Emmas die Traummaschine und gebraucht sie zusammen mit Jubilee. Bei ihren Ausflügen in die Traumwelt begegnen sie Russell Tresh, der immer noch an den X-Faktor herankommen und sich an Emma rächen will. Tresh beeinflusst Keylas Gefühle zu Skin, um bei diesem in der Gunst zu stehen. Währenddessen dringen in der realen Welt Polizisten in Treshs Labor ein und entfernen dessen Traummaschine vom Kopf; Treshs Geist bleibt in der Traumwelt gefangen, sein Körper ohne Geist landet in einer psychiatrischen Anstalt. Er sucht in der Traumwelt Skin auf und bewegt ihn dazu, seinem Körper die Maschine anzulegen. Als er wieder in seinem Körper ist, nimmt er Skin für sein Extraktionsvorhaben gefangen. Dieser nimmt gedankliche Verbindung zu Jubilee auf, sie soll Emma über seine Lage unterrichten.
Es kommt zum Kampf in der Traumwelt, bei dem die Mutanten zeigen müssen, wie gut sie zusammenarbeiten. Treshs Körper wird wieder von seinem Geist getrennt und kehrt zurück in die Anstalt.

## Darsteller
| Schauspieler      | Rolle           | Codename    | Kräfte                                                          |
| ----------------- | --------------- | ----------- | --------------------------------------------------------------- |
| Finola Hughes     | Emma Frost      | White Queen | starke Telepathin                                               |
| Jeremy Ratchford  | Sean Cassidy    | Banshee     | Erzeugt mit seinen Stimmbändern eine Sonarwelle                 |
| Heather McComb    | Jubilation Lee  | Jubilee     | verschießt Energieblitze                                        |
| Agustin Rodriguez | Angelo Espinosa | Skin        | Extreme Dehnbarkeit und Elastizität der Haut                    |
| Amarilis          | Monet St. Croix | M           | Perfektion, Superstärke, Intelligenz                            |
| Bumper Robinson   | Mondo           | Mondo       | kann die Konsistenz jedes Gegenstandes annehmen, den er berührt |
| Suzanne Davis     | Arlee Hicks     | Buff        | Superstärke, starkes Muskelwachstum                             |
| Randall Slavin    | Kurt Pastorius  | Refrax      | Röntgenblick, kann Strahlen aus seinen Augen abfeuern           |
| Matt Frewer       | Russel Tresh    |             |                                                                 |

## Die Figuren des Films
Die folgenden Informationen entstammen sowohl dem Film, als auch den Marvel-Comics, weshalb es teilweise verschiedene Versionen gibt.

### White Queen
Emma Grace Frost ist ein sehr bekannter Charakter des Marvel-Universums. Bekannt ist sie für ihre zumeist weiße, sehr offenherzige Kleidung und sexuell offensive Haltung. Oft wechselt sie zwischen Zusammenarbeit und Feindschaft mit den X-Men hin und her. Anscheinend ist sie sehr reich und liebt es, anderen ihr Wissen weiterzugeben und Kinder und Jugendliche zu unterrichten. Im Film wird ihr noch eine wissenschaftliche Ausbildung zugeschrieben.
In den Comics ist sie zunächst Mitglied des Hellfire Clubs und leitet die Hellions. Nach dem Tod eines ihrer Schüler geht sie zu Charles Xaviers Schule und wird Mentorin der Generation X. Sie ist eine sehr starke Telepathin, die die Gedanken und Wahrnehmungen von anderen verändern kann.

### Banshee
Sean Cassidy ist Ire, der einen Sonarschrei erzeugen kann, der das Gleichgewicht von anderen stören kann oder physische Vibrationen hervorruft. Er hat Irland verlassen, nachdem seine Frau von einer IRA-Bombe getötet wurde. Vor seiner Zeit bei Generation X war er bei Interpol und bei der Polizei von New York. Dort begegnet er sowohl den X-Men, als auch Emma Frost. Sie macht ihn zum Konrektor des Xavier Instituts.
Die Banshee ist eine Gestalt aus der Irischen Mythologie, die einen todbringenden Schrei ausstößt.

### Jubilee
Jubilation Lee hat die Fähigkeit positiv geladene Energieblitze zu erzeugen. Bei den X-Men wird sie als „mall rat“ (Einkaufszentrums Ratte) bezeichnet und war zunächst das jüngste Mitglied der Gruppe. Im Original hat sie chinesische Wurzeln, wurde aber in Beverly Hills in Kalifornien geboren. Ihre Eltern scheinen einer höheren sozialen Schicht anzugehören.
Als sie ihre Kräfte entdeckt, rennt sie von zuhause weg und treibt sich von da an in Einkaufszentren rum. Nachdem sie dort von der Polizei als Mutantin enttarnt wird, gerät sie an Emma Frost und Banshee und wird Mitglied der Generation X. Im Comic ist sie erst bei den X-Men, bevor sie zu Emma kommt. Nachdem sie die Generation X verlässt, geht sie mit Skin nach Los Angeles, um dort Schauspielerin zu werden. Jubilee heißt Jubiläum, aber auch jubeln.

### Skin
Angelo Espinosa war Mitglied in einer Jugendgang in Los Angeles, bevor er zur Generation X kam, wo er sich ein besseres Leben erhoffte. Er kann seine Haut so dehnen, dass ca. 6 Fuß (etwa 2 Quadratmeter) Extrahaut entstehen. So kann sich der hispanische Skin sehr stark dehnen und deformieren. Teilweise verspürt er starke Schmerzen, wenn er sich seiner Kräfte bedient. In den Comics wird er grau dargestellt und strebt danach, ein normales Leben zu führen, im Film erinnern seine Kräfte eher an Mister Fantastic aus Fantastic Four. Skin bedeutet Haut auf Englisch.

### M
Monet Yvette Clarisse Maria Therese St. Croix wurde in Sarajevo, Bosnien, geboren und ist die Tochter eines reichen marokkanischen Vaters und seiner algerischen Frau. Sie ist in der Marvel-Welt sowohl ein Charakter der X-Men, als auch bei Generation X und X-Factor.
Im Comic werden ihre Kräfte anders beschrieben als im Film. Dort kann sie fliegen, hat eine übermenschliche Physis und hat telepathische Fähigkeiten. Im Film wird sie einfach als „perfekt“ bezeichnet, was sowohl ihre Intelligenz, als auch ihren Körperbau und ihre Reflexe, ihre Vitalität und Fitness angeht. Zudem kann sie über 50 Tonnen heben, hat eine hohe Resistenz gegen Krankheiten und Gifte und kann sich sehr schnell regenerieren. Diese Tatsache ist ihr voll bewusst, weshalb sie oft als arrogant und überheblich angesehen wird. Dadurch gerät sie häufig mit anderen, z. B. ihren Mitschülern, aneinander.

### Mondo
Mondo (ein anderer Name ist nicht bekannt) hat die Fähigkeiten organische und anorganische Materialien in seine Zellstruktur zu absorbieren, so dass er die Beschaffenheit von allem annimmt, was er berührt. Teilweise kann er so auch durch organische Materialien hindurch transportieren. Von seiner Biographie ist wenig bekannt, außer dass er aus Samoa stammt und dort Cordelia Frost, Emmas jüngere Schwester, kennenlernte. Über sie kam er auch in den Hellfire Club und schließlich zur Generation X.

### Buff
Arlene Hicks ist eine unsichere Südstaatlerin. Sie entwickelt physische Superstärke und gleichzeitig eine enorme Muskelmasse. Dies ist ihr so peinlich, dass sie ihre Figur in weiten Pullovern versteckt. Erst am Ende des Films wird sie selbstbewusster und probiert sogar als erste das hautenge X-Kostüm. Buff ist umgangssprachlich für „sich bis auf die Haut ausziehen“.

### Refrax
Kurt Pastorius’ Kräfte beinhalten den Röntgenblick und die Fähigkeit Strahlen aus seinen Augen abzufeuern. Gerne verwendet er seine Kräfte für seinen eigenen Spaß, obwohl sie auch manchmal ungefragt „anspringen“. Deshalb trägt er eine Sonnenbrille (ähnlich Cyclops). Da der Charakter nur für den Film entwickelt wurde, ist über seine sonstige Biographie nichts bekannt. Der Name „Refrax“, erinnert an das englische Wort refract, was sich auf Lichtbrechung bezieht.

## Trivia
- Fans der Comics waren enttäuscht, dass im Film aus der chinesischen Jubilation Lee eine junge Amerikanerin gemacht wurde. Gründe für diese Entscheidung sind nicht bekannt.
- Das Anwesen, das als Xavier-Institut gezeigt wird, ist dasselbe, das in allen drei X-Men Filmen verwendet wird. Außerdem ist es das Anwesen von Lex Luthor in der Serie Smallville. Dies heißt aber nicht, dass sich der Film und die X-Men-Filme ein Universum teilen, da es doch einige Unterschiede in der Handlung gibt.
- Einige Szenen des Films wurden nur in Europa und nicht in den USA gezeigt, wie z. B. eine Szene, in der Jubilee ihr Top auszieht.
- Viele der angefangenen Handlungsstränge des Films (z. B. die Beziehungen von Buff und Refrax und Skin und Kalya) sollten in der folgenden Serie ausgebaut und fortgeführt werden.
- Jeremy Ratchford synchronisierte Banshee in der von 1992 bis 1997 herausgebrachten X-Men-Zeichentrickserie und bekam deshalb die Rolle.

## Filmkritik
„Trivialer Science-Fiction-Thriller nach einer Comic-Reihe.“

„Wenn die Sciencefiction ihren schlechten Ruf nicht loswird, dann liegt das zum Gutteil an Stoffen wie diesem. Regisseur Jack Sholder […] gelingt es nicht, aus der stumpfsinnigen Comic-Vorlage […] mehr als einen stumpfsinnigen Film zu machen. Natürlich interpretieren die Autoren allerlei Tiefsinniges in ihren Mumpitz hinein, denn Stan Lee sagt: “Es geht um eine Gruppe junger Leute, die von der Gesellschaft mit Argwohn betrachtet werden. Sie werden nicht verstanden und gefürchtet, also werden sie zu Außenseitern.” Also ist das Mutanten-Zeugs in Wahrheit ein Plädoyer gegen die Ausgrenzung Andersartiger?“